# Indologie

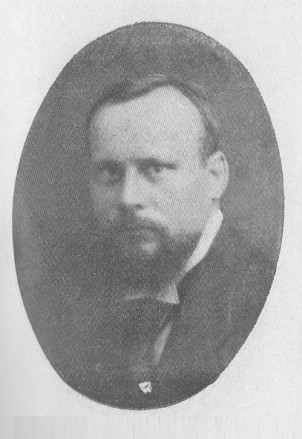
Vincenc Lesný, český indolog, překladatel a orientalista

Indologie, někdy též indická studia, je věda o jazycích, literaturách, dějinách a kulturách etnik žijících na indickém subkontinentu.

## Popis
Je to věda, někdy považovaná za součást orientalistiky, vyhraněná geograficky a zabývá se patřičnou geografickou částí jiných věd, jako je např. filologie, lingvistika, literární věda, historie, etnologie, kulturní a sociální antropologie. Patří do ní i část religionistiky, zabývající se indickými náboženstvími, tedy hinduismem, buddhismem, džinismem a sikhismem, a to i v případech, kdy tato náboženství jsou praktikována mimo indický subkontinent.

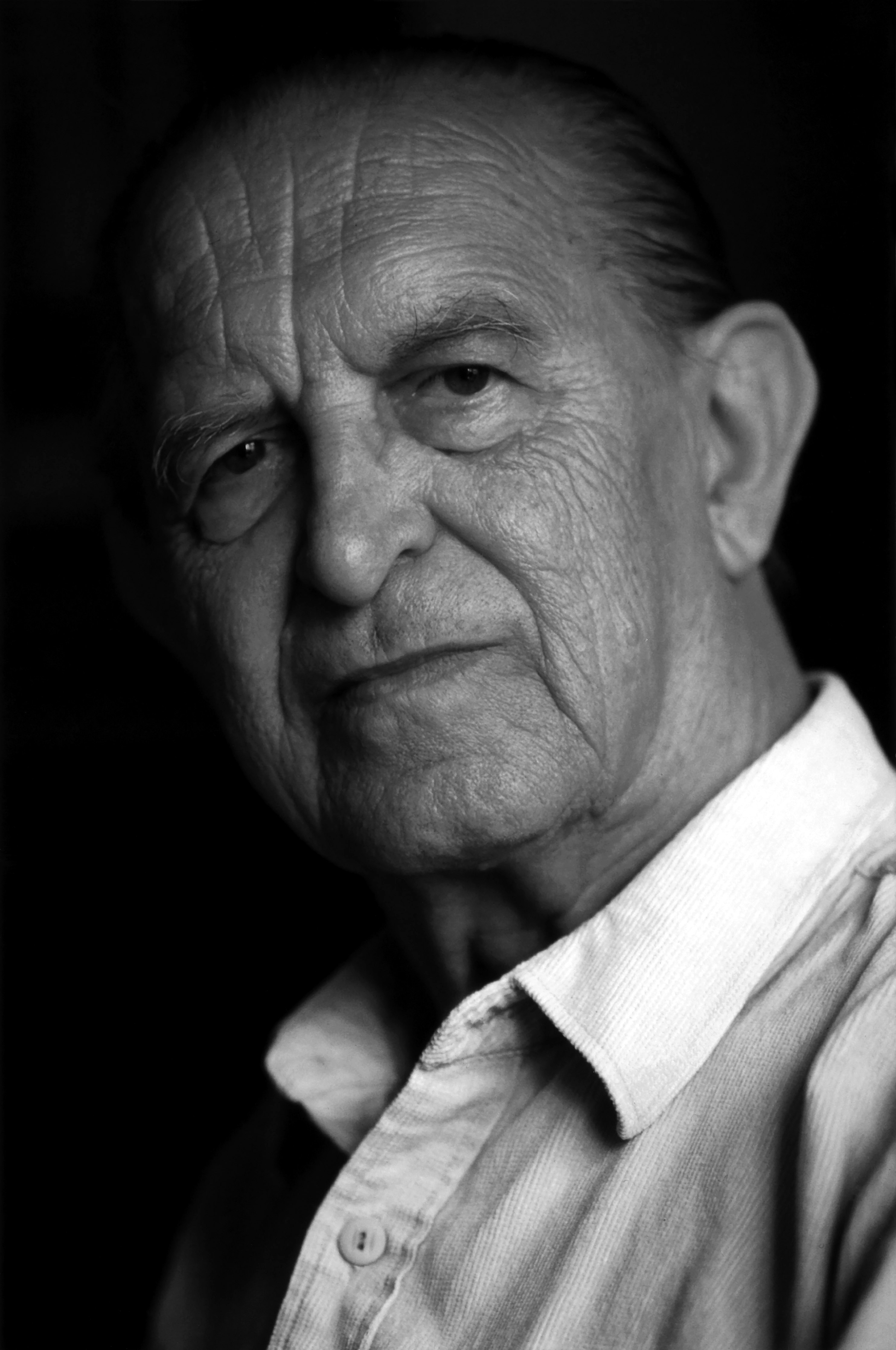
Dušan Zbavitel, český indolog a překladatel

## Studium indologie v ČR
Indologii lze studovat i jako vysokoškolský obor. V České republice na Filozofické fakultě UK zajišťuje výuku Indologický seminář Ústavu jižní a centrální Asie FF UK. Indologií se zabývá také Orientální ústav AV ČR. Počátky české indologie sahají relativně daleko do minulosti, jedním z prvních českých indologů byl Otakar Pertold. Z další generace významných českých indologů lze např. zmínit Dušana Zbavitele, Vincence Lesného, jeho žáka Vincenta Pořízku, či Karla Wernera.

## Česká indologie
Významní čeští indologové jsou (v abecedním pořadí):
- BAUDIŠ Josef – český lingvista a indoevropeista (27. 8. 1883 Praha, + 4. 5. 1933 Bratislava)
- ČUPR František – český filozof-indolog, pedagog, literát a politik (1. 4. 1821 Chrast, + 29. 6. 1882 Praha)
- DOSTÁLEK Ctibor – český neurofyziolog se zaměřením na tradiční indické lékařství (3. 11. 1928 Žamberk)
- FIŠER Ivo – český indolog (4. 4. 1929 Praha)
- FRANKE Emil – český politik a indolog[1] (3. 4. 1880 Velké Březno, + 1. 12. 1939 Praha)
- FRIŠ Oldřich – český indolog, překladatel z indických jazyků (7. 5. 1903 Boskovice u Brna, + 14. 1. 1955 Praha)
- GAMPERT Vilém – českoněmecký indolog (29. 6. 1902 Praha, + 14. 3. 1987 Praha)
- HEROLD Erich – český indolog, afrikanista a muzeolog (3. 1. 1928 Praha, + 7. 12. 1988 Praha)
- JUNGMANN Antonín Jan – český lékař a obrozenecký literát, autor prvních českých studií o sanskrtu a indické kultuře (19. 5. 1775 Hudlice, + 10. 4. 1854 Praha)
- KNÍŽKOVÁ Hana – česká indoložka se zaměřením na dějiny indického umění (28. 3. 1930 Praha)
- KOSTIĆ Svetislav – srbský indolog působící v Praze (1. 11. 1951 Prisjan, okr. Pirot, Srbsko)
- KRÁSA Miloslav – český indolog-historik (6. 1. 1920 Libočany)
- LESNÝ Vincenc – zakladatel moderní české indologie (3. 4. 1882 Komárovice, + 9. 4. 1953 Praha)
- LUDWIG Alfred – českoněmecký sanskrtista a srovnávací jazykovědec (9. 10. 1832 Vídeň, + 12. 6. 1912 Praha)
- MAREK Jan – český indolog a íránista (31. 8. 1931 Praha)
- MARKOVÁ Dagmar – česká indoložka, odbornice na hindskou a urdskou literaturu (12. 8. 1935 Jablonec n. Nisou)
- MERHAUT Boris – český indolog (6. 1. 1924 Praha)
- MERHAUTOVÁ Eliška – česká indoložka (28. 9. 1922 Strážnice)
- MILTNER Vladimír – český indolog-lingvista, překladatel a publicista (6. 7. 1933 Plzeň, + 13. 1. 1997 Surír, okr. Mát, kraj Mathura, Indie)
- PERTOLD Otakar – český indolog, etnograf a historik náboženství (21. 3. 1884 Jaroměř, + 3. 5. 1965 Praha)
- POŘÍZKA Vincenc – česky katolický kněz a indolog (9. 11. 1905, Drahany, + 22. 8. 1982, Praha)[2]
- PURKYNĚ Jan Evangelista – český fyziolog a biolog, organizátor vědeckého a kulturního života, básník a překladatel, národní buditel a překladatel ze sanskrtu (17. 12. 1787 Libochovice, + 28. 7. 1869 Praha)
- SMÉKAL Odolen – český indolog, básník a překladatel (18. 8. 1928 Olomouc, + 13. 6. 1998 Praha)
- STOLICZKA Ferdinand – český přírodovědec, geolog a paleontolog působící v Indii a himálajské oblasti (7. 7. 1838 Bilany, okr. Kroměříž, + 19. 6. 1874 Murghí, Ladak, Indie)
- STRNAD Jaroslav – český indolog a historik (20. 12. 1954 Praha)
- VACEK Jaroslav – český indolog, sanskrtista, tamilista a mongolista (26. 6. 1943 Litostrov, + 23. 1. 2017 Praha)
- VANÍČEK Alois – český filolog, první profesor sanskrtu a srovnávacího jazykozpytu na české univerzitě v Praze (21. 6. 1825 Praha, + 9. 5. 1883 Praha)
- VAVROUŠKOVÁ Stanislava – česká indoložka, historička (20. 8. 1949 Plzeň)
- WERNER Karel – český indolog, filozof a religionista (12. 1. 1925 Jemnice)
- WINTERNITZ Moriz – rakouský indolog a etnograf působící v Praze (23. 12. 1863 Horn, Dolní Rakousy, + 9. 1. 1937 Praha)
- ZBAVITEL Dušan – český indolog, bengalista (7. 5. 1925 Košice, + 7. 8. 2012)
- ZUBATÝ Josef – český srovnávací jazykovědec a indolog (20. 4. 1855 Praha, + 21. 3. 1931 Praha)
- ZVELEBIL Kamil Václav – český indolog, tamilista, drávidista (17. 11. 1927 Praha, + 17. 1. 2009)